# Thlypopsis pectoralis
Thlypopsis pectoralis là một loài chim trong họ Thraupidae.